# De Vleugel

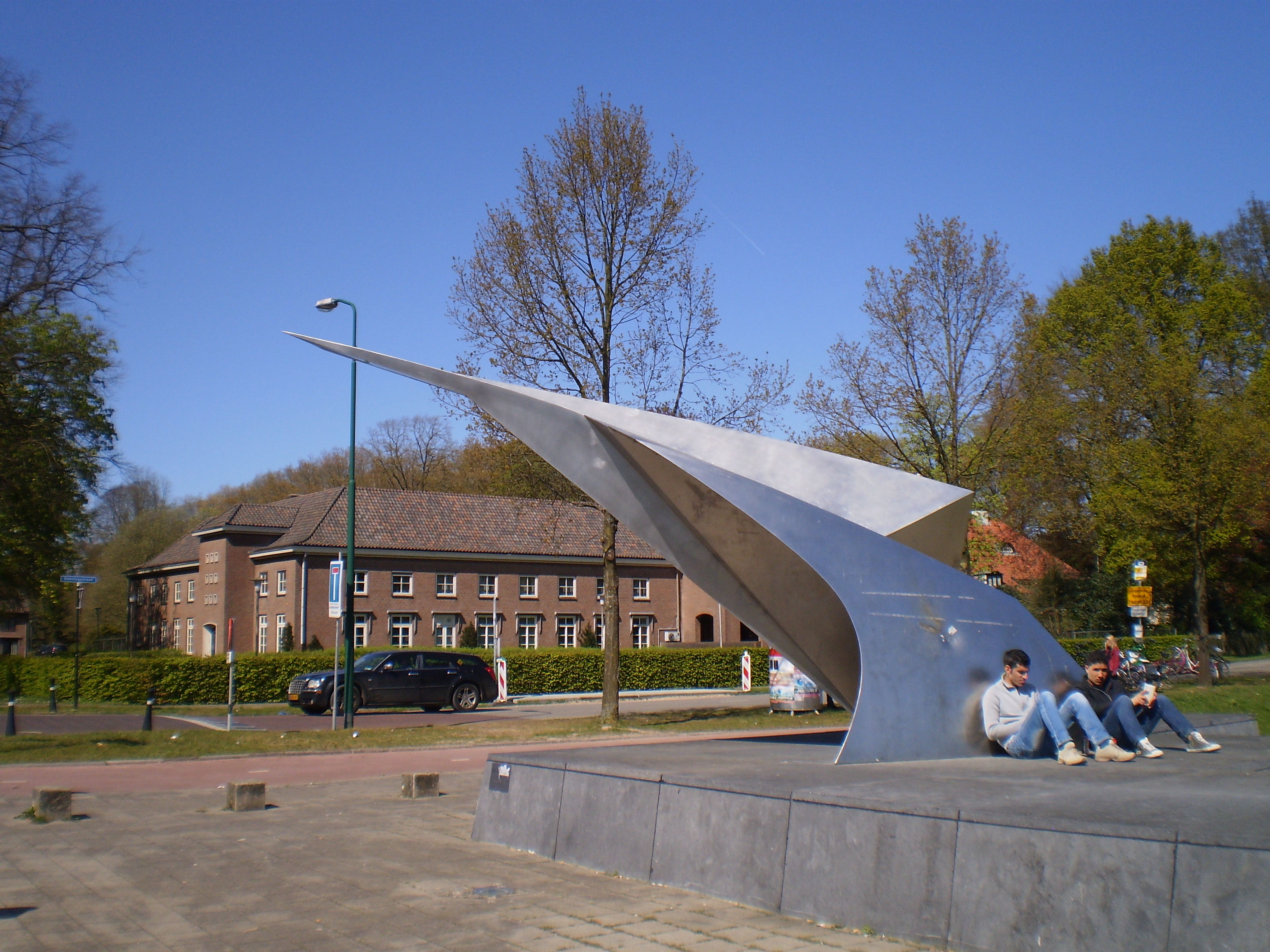
De Vleugel, met op de achtergrond de kazerne van de Koninklijke Marechaussee Brigade Soesterberg

De Vleugel is een monument dat herinnert aan de historie van Soesterberg als vliegdorp. 
Het monument staat op de kruising Kampweg-Banningstraat. Op een bordje staat de tekst: Bakermat van de Nederlandse luchtvaart (1910) en de Koninklijke luchtmacht (1913). Het beeld werd op 1 juli 1998 geplaatst door kunstenaar Jan de Baat (1921-2010). 
Het beeld in de vorm van de vleugel van een stealth-bommenwerper is gemaakt van roestvast staal. De blauwgrijze kleur van de voet symboliseert de luchtmacht.
Buurtbewoners van het nabijgelegen Kantonese restaurant maakten bezwaar tegen de voorstelling van een vleugel die als een raket schuin omhoog wees. Volgens de Chinese harmonieleer van Feng Shui zou de verwijzing dood en verderf kunnen zaaien. Als tegemoetkoming aan het bezwaar werd bij het restaurant een kleine pagode met een spiegeltje geplaatst om de negatieve krachten in een andere richting te sturen.

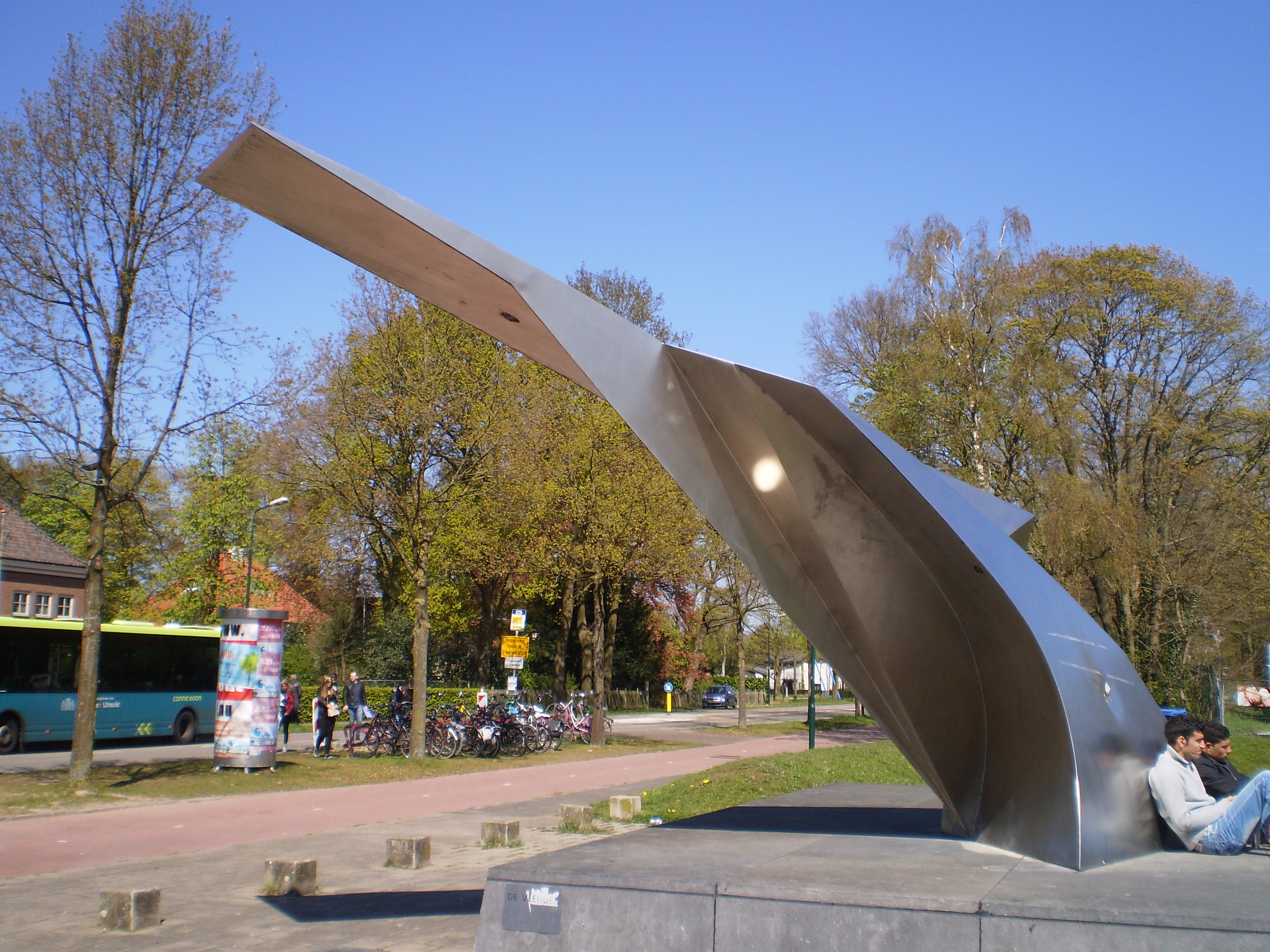
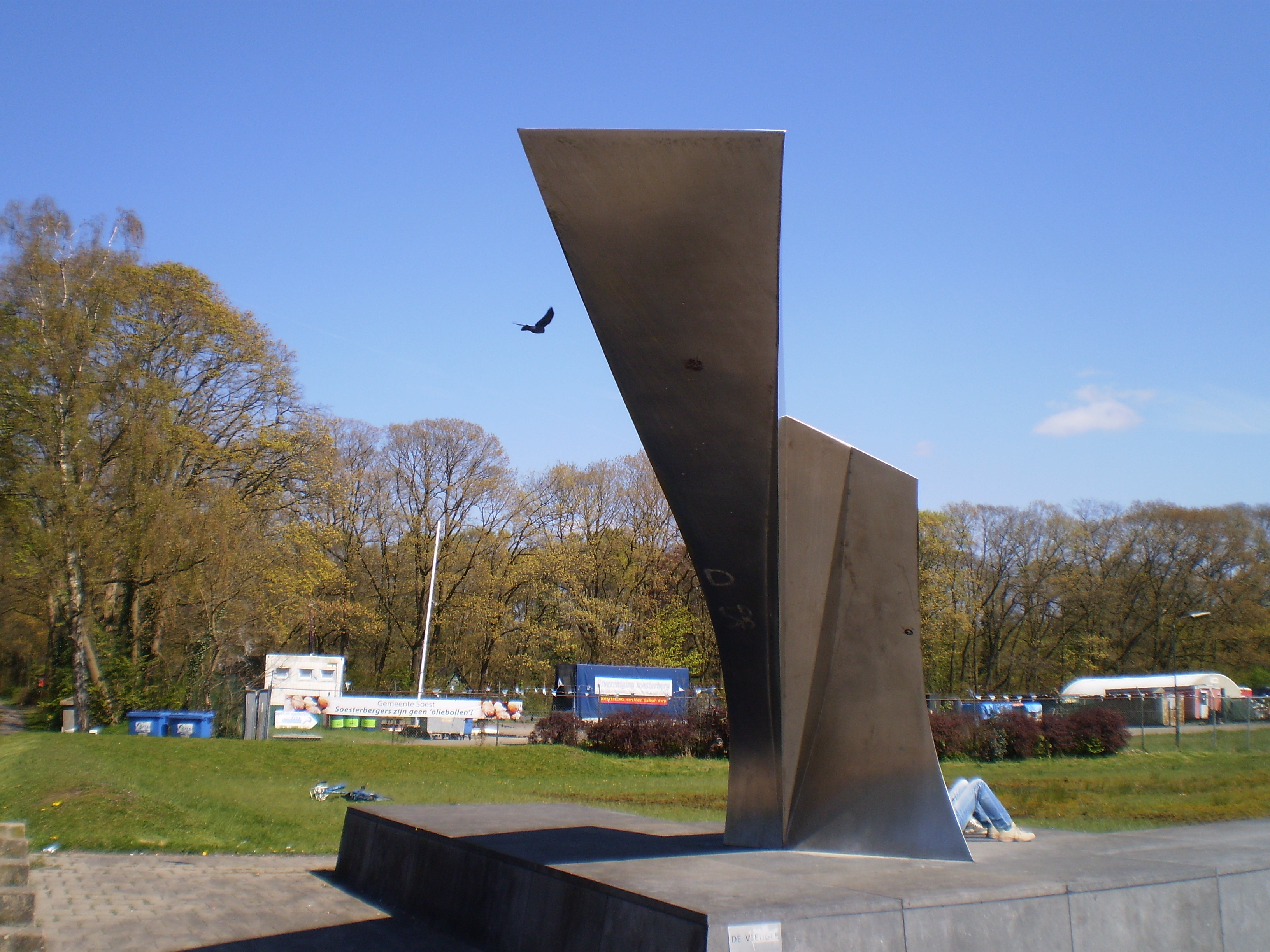